# 524 Фіделіо
524 Фіделіо (524 Fidelio) — астероїд головного поясу, відкритий 14 березня 1904 року Максом Вольфом у Гейдельберзі.